# Tehilla Blad

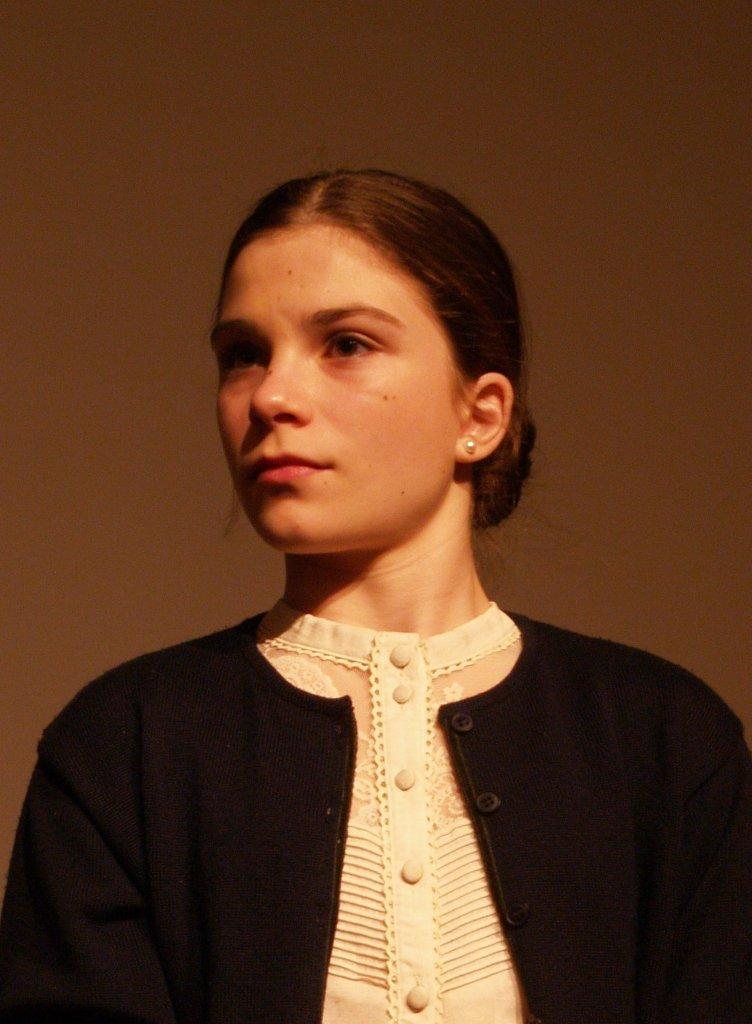
Tehilla Blad (2011)

Tehilla Blad (* 5. September 1995 in Uppsala, Schweden) ist eine schwedische Schauspielerin.

## Leben
Tehilla Blad wurde als sechstes von acht Kindern in eine künstlerische Familie geboren. Bereits früh kam sie mit Tanz, Gesang und Schauspielerei in Berührung. Sie studierte Ballett an der Kungliga Svenska Balettskolan in Stockholm und trat gemeinsam mit ihren Geschwistern als Band BBx8 auf.
International bekannt wurde Blad, als sie im Jahr 2009 in der Verfilmung der Millennium-Trilogie, den Krimis Verblendung, Verdammnis und Vergebung,  die junge Version der Lisbeth Salander, der Rolle von Noomi Rapace, spielte. Auch in dem 2010 erschienenen Drama Bessere Zeiten verkörperte Blad erneut eine Jüngere Version Rapaces. Dafür wurde sie 2011 für den schwedischen Filmpreis Guldbagge als Beste Nebendarstellerin nominiert.

## Filmografie (Auswahl)
- 2009: Verblendung (Män som hatar kvinnor)
- 2009: Verdammnis (Flickan som lekte med elden)
- 2009: Vergebung (Luftslottet som sprängdes)
- 2010: Bessere Zeiten (Svinalängorna)